# Жуков, Виктор Сергеевич
Виктор Сергеевич Жуков (род. 11 апреля 1956, Саратов) — советский хоккеист, нападающий. Тренер.

## Биография
Воспитанник саратовского «Кристалла», всю карьеру — 15 сезонов (1973/74 — 1987/88) — провёл в этом клубе. Забросив 234 шайбы — второй результат в истории саратовского хоккея после Сергея Жебровского. В сезоне 1993/94 выступал за команду открытого первенства России «Химик» Энгельс.
Победитель юниорского чемпионата Европы 1975 года. Победитель неофициального молодёжного чемпионата мира 1976 года. Серебряный призёр хоккейного турнира зимней Универсиады 1983 года.
Занимал должность директора СДЮШОР по хоккею «Кристалл», тренировал команды 1979, 1986 и 1995 г.р. Среди воспитанников — Павел Антипов, Никита Тимошин, Роман Быков, Александр Апарин, Павел Хомченко, Илья Балаболкин, Артём Швец-Роговой, Рушан Рафиков. С апреля 2021 года — главный тренер спортивной школы «Кристалла».